# Route nationale 150 (France)
Pour les articles homonymes, voir N150 et Route nationale 150.
La route nationale 150, ou RN 150, est une route nationale française reliant Saintes à Royan.
Avant 1972, la RN 150 allait de Lusignan à Royan. À la suite de la réforme de 1972, le tronçon de Lusignan à Saint-Jean-d'Angély a été déclassé en RD 150 dans la Vienne et en RD 950 dans les Deux-Sèvres et la Charente-Maritime. Un nouveau tracé fut ensuite défini de Niort à Royan, ce tracé reprend un ancien tronçon de la RN 138 de Niort à Saintes. En 2006, le tronçon de Niort à Saintes a été déclassé en RD 650 dans les Deux-Sèvres et en RD 150 dans la Charente-Maritime.
Depuis 2006, seule la section de Saintes à Royan est maintenue dans le domaine routier national. Un nouvel aménagement à 2×2 voies a été réalisé entre Saintes et Saujon, et doit être prolongé jusqu'à Royan ultérieurement.

## Tracé avant 1972: de Lusignan à Saint-Jean-d'Angély (D 150 & D 950)
- Lusignan
- Chenay
- Chey
- Saint-Léger-de-la-Martinière
- Melle
- Brioux-sur-Boutonne
- La Villedieu
- Aulnay
- Les Églises-d'Argenteuil
- Poursay-Garnaud
- Saint-Julien-de-l'Escap
- Saint-Jean-d'Angély

La RN 150 faisait tronc commun avec la RN 138 jusqu'à Saintes.

## Tracé de 1972 à 2006: de Niort à Saintes (D 650 & D 150), puis Royan (N 150)
La route est doublée par l'A10.
- Niort (km 0)
- Beauvoir-sur-Niort (km 16)
- Prissé-la-Charrière (km 19)
- Villeneuve-la-Comtesse (km 26)
- Loulay (km 31)
- Saint-Denis-du-Pin (km 38)
- Saint-Jean-d'Angély (km 43)
- Asnières-la-Giraud (km 49)
- Saint-Hilaire-de-Villefranche (km 54)
- Vénérand (km 63)
- Saintes (km 73)

### N 150
- Saintes (km 73)
- Pessines
- Pisany
- Saint-Romain-de-Benet
- Saujon
- Médis
- Royan

## Tracé actuel: de Saintes à Royan
- Saintes (km 73)
- Varzay (km 79)
- Pisany (km 83)
- Saint-Romain-de-Benet (km 89)
- Saujon (km 95)
- Médis (km 100)
- Royan (km 106)